# Et hus af splinter
|  | Denne artikel er oprettet af botten Steenthbot ud fra en ekstern database. Den kan derfor have sproglige fejl eller mangler. Denne skabelon kan fjernes efter kontrol af indholdet. |

Et hus af splinter er en dansk dokumentarfilm fra 2022 instrueret af Simon Lereng Wilmont.

## Handling
Den årelange krig i det østlige Ukraine kræver sine ofre. Børn, voksne og familier er drevet i fattigdom og social armod, og i mange tilfælde er det som altid børnene, der betaler den højeste pris. I et hus tæt på frontlinjen driver en lille gruppe engagerede socialarbejdere et børnehjem for de børn, som er blevet svigtet og forladt af deres forældre. Her kan de søge tilflugt og få et pusterum i de tilladte ni måneder, det tager myndighederne at afgøre barnets fremtidige skæbne.